# Zonsverduistering van 10 september 1923

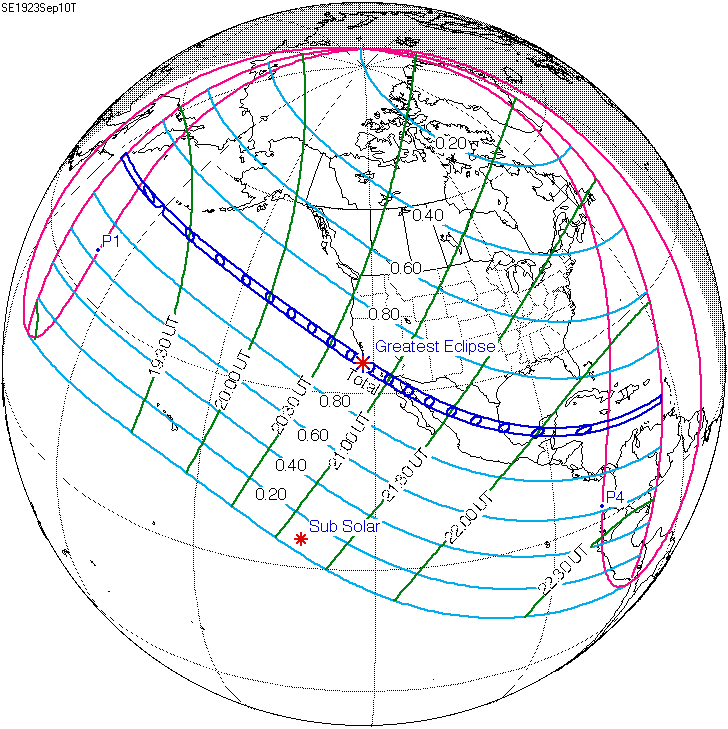
De zonsverduistering was te zien tussen de blauwe lijnen.

De totale zonsverduistering van 10 september 1923 trok veel over zee, maar was achtereenvolgens te zien in Rusland, Californië, Mexico en Belize.

## Lengte

### Maximum
Het punt met maximale totaliteit lag in zee vlak voor de kust van Californië, ten zuiden van Monterey en ten westen van Santa Barbara, en duurde 3m36,8s.

### Limieten
| Fenomeen                    | Code | Tijdstip UTC  |
| --------------------------- | ---- | ------------- |
| Eerste contact bijschaduw   | P1   | 18:14:18.0 UT |
| Eerste contact kernschaduw  | U1   | 19:16:02.8 UT |
| Kernschaduw compleet vanaf  | U2   | 19:17:49.4 UT |
| Bijschaduw compleet vanaf   | P2   | Niet          |
| Maximum eclips              | GE   | 20:47:05.2 UT |
| Bijschaduw compleet t/m     | P3   | Niet          |
| Kernschaduw compleet t/m    | U3   | 22:16:31.0 UT |
| Laatste contact kernschaduw | U4   | 22:18:21.4 UT |
| Laatste contact bijschaduw  | P4   | 23:19:56.3 UT |